# Lista de episódios de Level Up
Essa é uma lista de episódios de Level Up. Os episódios em itálico estão traduzidos literalmente.

## Resumo
| Temporada | Temporada | Episódios | Estreado em                                  | Finalizado em                              |
| --------- | --------- | --------- | -------------------------------------------- | ------------------------------------------ |
|           | Piloto    | 1         | 23 de novembro de 2011 4 de novembro de 2012 | Finalizou no mesmo dia                     |
| Temporada | Temporada | Episódios | Estrear em                                   | Finalizado em                              |
|           | 1         | 22        | 24 de janeiro de 2012 4 de novembro de 2012  | 18 de setembro de 2012 31 de março de 2013 |
|           | 2         | 13        | 23 de outubro de 2012 2013                   | 19 de fevereiro de 2013 2013               |

## Episódios

### Temporada 0 (Filme piloto): 2011
| |                  |             |                                   |                       |  |  |
| 0 | "Piloto (Pilot)" | Peter Lauer | Derek Guiley e David Schneiderman | 23/11/2011 04/11/2012 |  |  |
| Level Up segue Wyatt (Gaelan Connell), Lyle (Jessie T. Usher) e Dante (Connoer del Rio), três amigos que batalham juntos como heróis no jogo “Maldark: Conqueror of all Worlds”. Eles mal sabem seus verdadeiros nomes, muito menos suas identidades reais. Tudo muda quando o trio abre, equivocadamente, um portal do mundo do jogo até o mundo real, libertando o terrível vilão Maldark e seu grupo de trolls. Agora, eles devem deixar de lado suas diferenças e unir forças para lutar como um time na vida real. Tudo sem um único cheat. |                  |             |                                   |                       |  |  |

### 1ª Temporada: 2012
| # | Título                                                                   | Direção              | Roteiro                                           | Data de estreia       | Cód. de produção |  |
| --- | ------------------------------------------------------------------------ | -------------------- | ------------------------------------------------- | --------------------- | ---------------- |  |
| |                                                                          |                      |                                                   |                       |                  |  |
| 1 | "Subindo de Nível (Rising Level)"                                        | Michael Rohl         | Derek Guilek e David Schneiderman                 | 24/01/2012 04/11/2012 | 106              |  |
| No jogo Wyatt e Lyle avançam de nível mas Dante não sobe de nível com eles pois tem que fazer muitas buscas paralelas mas quando Sir Guy (um personagem do jogo) sai dele para pedir ajuda de Sir Bickle (Dante) para subir de nível e poder combater o "Saquiador Sanguinario de Cinco Braços" Dante aproveita e usa ele para fazer suas tarefas na vida real. |                                                                          |                      |                                                   |                       |                  |  |
| 2 | "Um Conto Emocionante (A Heart-Worming Tale)"                            | Michael Robinson     | Matt Burnett e Ben Levin                          | 31/01/2012 11/11/2012 | 110              |  |
| A turma encontra uma rede de passagens mágicas, mas ao usá-la, eles levam o mundo ao caos. |                                                                          |                      |                                                   |                       |                  |  |
| 3 | "Wyatt Apresenta: Avatar em 3D (Wyatt Presents: Avatar in 3D)"           | Michael Robison      | Julie Whitesell                                   | 07/02/2012 18/11/2012 | 109              |  |
| O avatar de Wyatt, Black Death, escapa do jogo e ele decide tirar proveito da situação e usá-lo para impressionar uma garota. |                                                                          |                      |                                                   |                       |                  |  |
| 4 | "Biciclope (Bicyclops)"                                                  | Victor Gonzalez      | Natalie Antoci e Gretchen Enders                  | 14/02/2012 25/11/2012 | 112              |  |
| A turma quer manter um par de óculos mágicos, mas um Biciclope (um tipo de Ciclope com um segundo olho) do jogo tem outros planos. |                                                                          |                      |                                                   |                       |                  |  |
| 5 | "Leroy (Leroy)"                                                          | Savage Steve Holland | Matt Goldman                                      | 20/02/2012 02/12/2012 | 108              |  |
| O velho amigo de Lyle, Leroy, vem à cidade e trata todo mundo mal. |                                                                          |                      |                                                   |                       |                  |  |
| 6 | "Noite de Hampiros (Hampires Weeknight)"                                 | Jonathan Judge       | Derek Guiley e David Schneiderman                 | 21/02/2012 09/12/2012 | 116              |  |
| Maldark envia um Hampiro (uma criatura que é metade vampiro, metade hamster) à Terra onde ele é solto na escola por acidente por Angie. |                                                                          |                      |                                                   |                       |                  |  |
| 7 | "O Único Fornecedor (Sole Provider)"                                     | Savage Steve Holland | Peter Murrieta                                    | 28/02/2012 16/12/2012 | 107              |  |
| Depois de derrotar um Rainbow Rider do jogo, o trio encontro um par de botas mágicas de super velocidade. Ao invés de guardá-las, Dante decide usá-las para seus propósitos. |                                                                          |                      |                                                   |                       |                  |  |
| 8 | "Max ao Quadrado (Max Squared)"                                          | Peter DeLuise        | Matt Burnett e Ben Levin                          | 13/03/2012 23/12/2012 | 102              |  |
| Dante está tendo problemas com sua mãe constantemente incomodando ele. Quando um perfil de namoro de Max Ross vaza, ele resolve um problema enquanto começa outro. |                                                                          |                      |                                                   |                       |                  |  |
| 9 | "Blast-a-Ton 2.0"                                                        | Peter DeLuise        | Matt Burnett e Ben Levin                          | 03/04/2012 30/12/2012 | 113              |  |
| Wyatt obtém um novo upgrade em sua arma que o faz ficar louco por poder. |                                                                          |                      |                                                   |                       |                  |  |
| 10 | "Bracelete Enfeitiçado (Charm Bracelet)"                                 | Michael Rohl         | Julie Whitesell                                   | 10/04/2012 06/01/2013 | 105              |  |
| Angie concorre para presidente de classe, e os caras decidem a encorajar com um item mágico do jogo. |                                                                          |                      |                                                   |                       |                  |  |
| 11 | "Você Não Conhece João (You Don't Know Jack)"                            | Victor Gonzalez      | Peter Murrieta                                    | 17/04/2012 13/01/2013 | 111              |  |
| O personagem de história favorito de Dante, João de João e o Pé de Feijão, vaza de um e-book para o mundo real, e Dante fica desapontado com João quando ele continua roubando mesmo quando o gigante da história vaza para o mundo real perseguindo João para conseguir seus itens roubados de volta.                                                          |                                                                          |                      |                                                   |                       |                  |  |
| 12 | "Quartel-General (Headquarters)"                                         | Henry Chan           | Matt Goldman                                      | 24/04/2012 20/01/2013 | 103              |  |
| A turma montam uma loja no armazém de Max e decidem fazer uma festa, que não acaba como planejado. |                                                                          |                      |                                                   |                       |                  |  |
| 13 | "Mini Dragão Cuspidor de Ácido (Acid Spittin' Mini Dragon)"              | Jonathan Judge       | Matt Goldman                                      | 05/06/2012 27/01/2012 | 115              |  |
| Enquanto Wyatt passa o tempo saindo com o irmão mais novo de Angie, Dante e Lyle enfrentam um novo inimigo na forma de um Mini Dragão Cuspidor de Ácido. |                                                                          |                      |                                                   |                       |                  |  |
| 14 | "Subindo de Nível (Leveling Up)"                                         | Peter DeLuise        | Peter Murrieta                                    | 12/06/2012 05/11/2012 | 101              |  |
| Quando Dante faz um NPC chamado Sir Guy sair do jogo, ele é forçado a assumir a responsabilidade de ajudar Sir Guy a completar sua busca secundária a derrotar um Marauder Sangrento de Cinco Braços de elite. |                                                                          |                      |                                                   |                       |                  |  |
| 15 | "O Clube da Conspiração (The Conspiracy Club)"                           | Michael Robinson     | Derek Guiley e David Schneiderman                 | 26/06/2012 10/02/2013 | 114              |  |
| Os garotos devem participar de um novo clube na escola para ver como eles estão perto de expor suas vidas secretas e, ao mesmo tempo, buscando um Urso-Gambá perigoso. |                                                                          |                      |                                                   |                       |                  |  |
| 16 | "Procurado (Wanted)"                                                     | Henry Chan           | Derek Guiley e David Schneiderman                 | 03/07/2012 17/02/2013 | 104              |  |
| Em uma prequela para a série de TV, Wyatt encontra um caçador de recompensas tentando matá-lo, mas não importa o quanto ele tente, ele não consegue convencer Lyle ou Dante que ele existe mesmo. |                                                                          |                      |                                                   |                       |                  |  |
| 17 | "Os Mercados Negros (The Dark Marts)"                                    | Jon Rosenbaum        | Julie Whitesell                                   | 31/07/2012 24/02/2013 | 118              |  |
| Um comerciante vaza do jogo, e Max o usa para anunciar seu novo pacote de expansão. Mas, quando ele tenta dominar o mundo, NeverFail passa por um momento difícil tentando derrotá-lo. |                                                                          |                      |                                                   |                       |                  |  |
| 18 | "The Swirling Giver"                                                     | Jon Rosenbaum        | Julie Whitesell                                   | 14/08/2012 03/03/2013 | 117              |  |
| Um vazamento do jogo paga Lyle com ouro. Então, para que Lyle possa recompensá-lo, o Doador de Roda diz a ele para trazer Dante para que ele possa comer o seu rosto. |                                                                          |                      |                                                   |                       |                  |  |
| 19 | "A Vingança de Invizio (Invizio's Revenge)"                              | Alex Winter          | Matt Burnett e Ben Levin                          | 21/08/2012 10/03/2013 | 119              |  |
| Um fantasma vaza para o colégio, onde ele acaba assombrando. Enquanto isso, uma equipe de televisão faz uma reportagem sobre Lyle. |                                                                          |                      |                                                   |                       |                  |  |
| 20 | "Heckfire Tiger"                                                         | Alex Winter          | Richard Goodman                                   | 04/09/2012 17/03/2013 | 120              |  |
| O time de futebol americano do colégio começa a se envolver com "Conqueror of All Worlds". Um vazamento chamado de Heckfire Tiger aparece como mascote do time. |                                                                          |                      |                                                   |                       |                  |  |
| 21 | "Wyatt Crosses Over"                                                     | Peter DeLuise        | Natalie Antoci e Gretchen Enders                  | 11/09/2012 24/03/2013 | 121              |  |
| Wyatt tem a chance de transferir para Cross Townhigh onde seu gênio pode ser aceito. É realmente um truque quando um vazamento chamado ASP planeja enfraquecer NeverFail em nome de Maldark e vencê-los sem o seu líder. |                                                                          |                      |                                                   |                       |                  |  |
| 22 | "Você Acha que Pode ir à Dança? (So You Think You Can Go to the Dance?)" | Peter DeLuise        | Derek Guiley, David Schneiderman e Peter Murrieta | 18/09/2012 31/03/2013 | 122              |  |
| NeverFail planeja ir à dança da escola. Infelizmente para eles, Maldark consegue encontrar um jeito de ir à Terra para que ele possa atacar NeverFail de novo. |                                                                          |                      |                                                   |                       |                  |  |

### 2ª Temporada: 2012-2013
| #  | Título | Direção | Roteiro | Data de estreia | Cód. de produção |  |
| -- | ------ | --- | --- | --------------- | ---------------- |  |
|    |        | | |                 |                  |  |
| 23 | "TBA"  | style="background: #ececec; color: grey; vertical-align: middle; text-align: center; " class="table-na"\|— | style="background: #ececec; color: grey; vertical-align: middle; text-align: center; " class="table-na"\|— | 23/10/2012 2013 | TBA              |  |

## Ligações Externas
- Cartoon Network (página oficial de Level Up)